# Myrmecaelurus tabarinus
Myrmecaelurus tabarinus is een insect uit de familie van de mierenleeuwen (Myrmeleontidae), die tot de orde netvleugeligen (Neuroptera) behoort. 
Myrmecaelurus tabarinus is voor het eerst wetenschappelijk beschreven door Navás in 1913.